# Sitirejo (Tunjungan)
Sitirejo is een bestuurslaag in het regentschap Blora van de provincie Midden-Java, Indonesië. Sitirejo telt 1899 inwoners (volkstelling 2010).